# Zanzibarská fotbalová reprezentace
Zanzibarská fotbalová reprezentace reprezentuje Zanzibar v přátelských zápasech. Není členem FIFA, ani CAF (do roku 1964 však ano, přesto se nedostala na kontinentální Mistrovství). Reprezentace získala druhé místo na Wild Cupu a čtvrté místo v ELF Cupu. V roce 1995 vyhráli CECAFA Cup, jeden z nejstarších turnajů Afriky. Hráli také Mistrovství světa ve fotbale VIVA, kde obsadili 3. místo. V roce 2025 reprezentace zvítězila v Mapinduzi Cupu.
V roce 2017 byla znova přijata do CAF, avšak o čtyři měsíce později bylo přijmutí staženo.

## Slavní hráči
- Ally Badru